# هود (سوره)

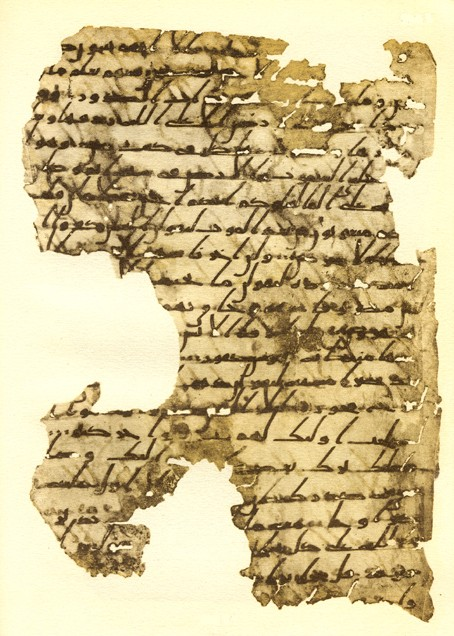
نسخه خطی با خط مکی از آیات سوره هود مربوط به قرن اول هجری

سورهٔ هود یازدهمین سورهٔ قرآن است که مسلمانان آن را سوره‌ای مکی می‌دانند و حاوی ۱۲۳ آیه است. بر اساس روایات، این سوره به اواخر دوران محمد در مکه پیش از هجرت مربوط می‌شود، دوران دشواری که پس از مرگ ابوطالب و خدیجه برای او پیش آمده بود. به همین دلیل در آغاز این سوره تعابیر تسلی‌دهنده به محمد دیده می‌شود که سختی‌های پیامبران پیشین و داستان پیروزی آنان با وجود نفرات کم آنان را بیان می‌کند. همانند دیگر سوره‌های مکی، این سوره اعتقادات اساسی مسلمانان را بیان نیز می‌کند.
داستان کامل نوح، در سوره نوح نیست، بلکه در این سوره آمده‌است. گفتگوی نوح با مردم، ساختن کشتی و تمسخر او، طغیان دریا، برداشتن تمامی موجودات نر و ماده، سوار شدن بر کشتی، موج‌های همچون کوه، فرود آمدن کشتی بر کوه جودی و احساس نوح نسبت به فرزند غرق شده‌اش در این سوره آمده‌است.